# مورغوسية (غوغر)
مورغوسیة (بالفارسية: مورگوسیه) هي قرية تقع في إيران في قسم غوغر الريفي.